# نهائي كأس تركيا 2008
نهائي كأس تركيا 2008 هي المباراة النهائية من منافسة كأس تركيا 2007–08، أقيمت المباراة في 2008، في ملعب بورصا أتاتورك، بين فريقي كايسري سبور، وغنتشلربيرليغي، وفاز فيها كايسري سبور، بعد أن هزم غنتشلربيرليغي، بنتيجة 0 - 0، وحضر المباراة 17000  شخصاً.

## تفاصيل المباراة
لعبت المباراة النهائية في 2008.
| كايسري سبور | 0 -0 | غنتشلربيرليغي |
| ----------- | ---- | ------------- |
|             |      |               |